# Окчин
Окчин (пол. Okczyn) — деревня в Бяльском повете Люблинского воеводства Польши. Входит в состав гмины Кодень. По данным переписи 2011 года, в деревне проживало 134 человека.

## География
Деревня расположена на востоке Польши, в левобережной части долины реки Западный Буг, вблизи государственной границы с Белоруссией, на расстоянии приблизительно 34 километров к востоку от города Бяла-Подляска, административного центра повета. Абсолютная высота — 139 метров над уровнем моря. Через населённый пункт проходит региональная автодорога 816.

## История
В конце XVIII века деревня входила в состав Брестского повета Великого княжества Литовского.
Согласно «Справочной книжке Седлецкой губернии на 1875 год» деревня Окчин входила в состав гмины Костомлоты Бельского уезда Седлецкой губернии. В 1912 году Бельский уезд был передан в состав новообразованной Холмской губернии.
В период с 1975 по 1998 годы деревня входила в состав Бяльскоподляского воеводства.

## Население
Демографическая структура по состоянию на 31 марта 2011 года:
|         | Всего | До трудоспособного возраста | Трудоспособного возраста | Старше трудоспособного возраста |
| ------- | ----- | --------------------------- | ------------------------ | ------------------------------- |
| Мужчины | 66    | 15                          | 34                       | 17                              |
| Женщины | 68    | 14                          | 27                       | 27                              |
| Всего   | 134   | 29                          | 61                       | 44                              |